# منتیسن
مُنتیسُن (به اسپانیایی: Montizón) یکی از دهستان‌های استان خائن در کشور اسپانیا است. این شهر با مساحت ۲۱۱٫۹۳ کیلومتر مربع، ۱۹۰۴ تن جمعیت دارد.